# Amata ceres
Amata ceres är en fjärilsart som beskrevs av Charles Oberthür 1878. Amata ceres ingår i släktet Amata och familjen björnspinnare. Inga underarter finns listade i Catalogue of Life.